# Eric Svensson
Eric Valdemar Svensson, senare Beckeld, född 16 juli 1924 i Maria Magdalena församling i Stockholm, död 7 mars 2010 i Enköping, var en svensk teckningslärare, målare, tecknare och grafiker.
Han var son till kontoristen Johan Svensson och Edla Maria Eriksson och gift 1954–1959 med Maria Bergqvist. Senare gift med Suzanne Beckeld. Efter studier vid Konstfackskolan 1948–1952 och genomgången utbildning till teckningslärare vid Högre konstindustriella skolan 1952–1955 arbetade han som teckningslärare och 1958 anställdes han som teckningslärare i Enköping. Han studerade grafiska tekniker under en period i Österrike 1950. Separat ställde han ut några gånger i Enköping och han medverkade i Nationalmuseums utställning Unga tecknare 1954–1957 och Sveriges allmänna konstförenings utställning Svart och vitt på Konstakademien 1955 samt Liljevalchs Stockholmssalonger. Han medverkade sedan slutet av 1950-talet i flera utställningar med provinsiell konst i Strängnäs och i grupputställningar med Enköpingskonstnärer i Enköping. Hans konst består av motiv där han återger sina synintryck av det mellansvenska, skånska och danska landskapet utförda i skiftande tekniker som teckningar, träsnitt, serigrafi, olja, akvarell, gouache och muralmåleri. Svensson är representerad vid Moderna museet. Han är gravsatt i minneslunden på S:t Olofs kyrkogård i Enköping.